# Liste der Hersteller von Oberleitungsbussen
Die Liste der Hersteller von Oberleitungsbussen führt weltweit alle Unternehmen auf die gegenwärtig oder in der Vergangenheit am Bau von Oberleitungsbussen beteiligt sind bzw. waren und in der deutschsprachigen Wikipedia ein eigenes Lemma haben:
| Name                                                  | Staat                  | Bemerkungen                                |
| ----------------------------------------------------- | ---------------------- | ------------------------------------------ |
| AEG                                                   | Deutschland            | elektrische Ausrüstungen                   |
| Alfa Romeo                                            | Italien                | Fahrgestelle                               |
| Alstom                                                | Frankreich             | elektrische Ausrüstungen                   |
| AM General                                            | Vereinigte Staaten     |                                            |
| Ansaldo                                               | Italien                | elektrische Ausrüstungen                   |
| Asea Brown Boveri (ABB)                               | Schweiz                | elektrische Ausrüstungen                   |
| Associated Equipment Company (AEC)                    | Vereinigtes Königreich | Fahrgestelle                               |
| Austro-Daimler                                        | Österreich             |                                            |
| Belkommunmasch                                        | Belarus                | Komplettfahrzeuge                          |
| Berliet                                               | Frankreich             |                                            |
| Berkhof                                               | Niederlande            |                                            |
| Berna                                                 | Schweiz                |                                            |
| Biamax                                                | Griechenland           |                                            |
| Büssing                                               | Deutschland            | Fahrgestelle, Karosserien                  |
| Breda                                                 | Italien                | Komplettfahrzeuge elektrische Ausrüstungen |
| Brill                                                 | Vereinigte Staaten     |                                            |
| Brossel                                               | Belgien                |                                            |
| Brown, Boveri & Cie. (BBC)                            | Deutschland            | elektrische Ausrüstungen                   |
| Credé                                                 | Deutschland            | Aufbauten                                  |
| Cegelec                                               | Tschechien             | elektrische Ausrüstungen                   |
| Buswerke Ch’ŏngjin                                    | Nordkorea              |                                            |
| ČKD                                                   | Tschechoslowakei       |                                            |
| Crossley Brothers                                     | Vereinigtes Königreich | Fahrgestelle                               |
| DAF                                                   | Niederlande            | Fahrgestelle                               |
| Daimler-Benz                                          | Deutschland            | Fahrgestelle                               |
| Daimler Motor Company                                 | Vereinigtes Königreich | Fahrgestelle                               |
| Dennis Brothers                                       | Vereinigtes Königreich |                                            |
| Dongfeng Motor Corporation                            | Volksrepublik China    |                                            |
| Drauz-Werke                                           | Deutschland            | Aufbauten                                  |
| Düsseldorfer Waggonfabrik                             | Deutschland            |                                            |
| Dornier                                               | Deutschland            | Stromabnehmer                              |
| Emmelmann Karosseriefabrik                            | Deutschland            | Aufbauten                                  |
| English Electric                                      | Vereinigtes Königreich | elektrische Ausrüstungen                   |
| Fahrzeugfabrik Kannenberg (FAKA)                      | Deutschland            | Aufbauten                                  |
| FBW                                                   | Schweiz                |                                            |
| Fiat                                                  | Italien                |                                            |
| Ganz                                                  | Ungarn                 | elektrische Ausrüstungen                   |
| General Motors                                        | Vereinigte Staaten     |                                            |
| Gesellschaft für gleislose Bahnen Max Schiemann & Co. | Deutschland            | Kompletthersteller                         |
| Gillig Corporation                                    | Vereinigte Staaten     |                                            |
| Gräf & Stift                                          | Österreich             |                                            |
| Guy                                                   | Vereinigtes Königreich | Fahrgestelle                               |
| Garbe, Lahmeyer & Co.                                 | Deutschland            | elektrische Ausrüstungen                   |
| General Electric                                      | Vereinigte Staaten     | elektrische Ausrüstungen                   |
| Henschel                                              | Deutschland            |                                            |
| Hess                                                  | Schweiz                | Karosserie                                 |
| Hispano-Suiza                                         | Spanien                |                                            |
| Ikarus                                                | Ungarn                 | Fahrgestelle, Karosserien                  |
| Ikarbus                                               | Serbien                |                                            |
| Irisbus                                               | Italien/Frankreich     |                                            |
| Isotta Fraschini                                      | Italien                |                                            |
| Iveco/Iveco Bus                                       | Italien/Frankreich     |                                            |
| Jelcz                                                 | Polen                  | Fahrgestelle, Aufbauten                    |
| Karosa                                                | Tschechien             | Fahrgestelle und Karosserien für Škoda     |
| Kässbohrer                                            | Deutschland            | Aufbauten                                  |
| Kenworth                                              | Vereinigte Staaten     |                                            |
| Krauss-Maffei                                         | Deutschland            |                                            |
| Krupp                                                 | Deutschland            | Fahrgestelle                               |
| Lancia                                                | Italien                |                                            |
| LAZ                                                   | Ukraine                | Komplettfahrzeuge                          |
| Leyland                                               | Vereinigtes Königreich | Fahrgestelle, Aufbauten                    |
| LiAZ                                                  | Russland               | Komplettfahrzeuge                          |
| Linke-Hofmann-Busch                                   | Deutschland            |                                            |
| Lohner                                                | Österreich             | Aufbauten                                  |
| Ludewig                                               | Deutschland            | Aufbauten                                  |
| Mack                                                  | Vereinigte Staaten     |                                            |
| MAN                                                   | Deutschland            | Fahrgestelle                               |
| Marcopolo                                             | Brasilien              |                                            |
| Marelli                                               | Italien                | elektrische Ausrüstungen                   |
| Marmon-Herrington                                     | Vereinigte Staaten     |                                            |
| Maschinenfabrik Oerlikon (MFO)                        | Schweiz                | elektrische Ausrüstungen                   |
| MÁVAG                                                 | Ungarn                 |                                            |
| MAZ                                                   | Belarus                | Komplettfahrzeuge                          |
| Mitsubishi                                            | Japan                  |                                            |
| Nationale Automobil-Gesellschaft (NAG)                | Deutschland            | Fahrgestelle                               |
| NAW                                                   | Schweiz                | Fahrgestelle                               |
| Neoman                                                | Deutschland            |                                            |
| Neoplan                                               | Deutschland            |                                            |
| New Flyer                                             | Kanada                 |                                            |
| Nissan                                                | Japan                  |                                            |
| Nordwestdeutscher Fahrzeugbau (NWF)                   | Deutschland            |                                            |
| Norinco                                               | Volksrepublik China    |                                            |
| ÖAF                                                   | Österreich             |                                            |
| Packard                                               | Vereinigte Staaten     |                                            |
| Pegaso                                                | Spanien                |                                            |
| Oberleitungsbuswerke Pjöngjang                        | Nordkorea              |                                            |
| Railless Electric Traction Company                    | Großbritannien         | Komplettfahrzeuge                          |
| Pekol                                                 | Deutschland            | Aufbauten                                  |
| Praga                                                 | Tschechoslowakei       |                                            |
| Renault                                               | Frankreich             |                                            |
| Reggiane                                              | Italien                | Aufbauten                                  |
| Saurer                                                | Schweiz                |                                            |
| Sachsenwerk                                           | Deutschland            | elektrische Ausrüstungen                   |
| Scammell                                              | Vereinigtes Königreich | Fahrgestelle                               |
| Schweizerische Waggonfabrik Schlieren (SWS)           | Schweiz                | Karosserie                                 |
| Siemens                                               | Deutschland            | elektrische Ausrüstungen                   |
| Siemens-Schuckertwerke (SSW)                          | Deutschland            | elektrische Ausrüstungen                   |
| Škoda                                                 | Tschechien             | Komplettfahrzeuge                          |
| Škoda Electric                                        | Tschechien             | elektrische Ausrüstungen                   |
| Škoda Transportation                                  | Tschechien             | Karosserien                                |
| Société Anonyme des Ateliers de Sécheron (SAAS)       | Schweiz                | elektrische Ausrüstungen                   |
| Solaris                                               | Polen                  | Fahrwerke, Karosserien                     |
| Steyr                                                 | Österreich             | Karosserien                                |
| Stadtwerke Solingen (SWS)                             | Deutschland            | Eigenbau des Trolleybus Solingen auf Krupp |
| Sunbeam                                               | Vereinigtes Königreich |                                            |
| Tatra                                                 | Tschechien             |                                            |
| Tecnomasio Italiano Brown Boveri                      | Italien                | elektrische Ausrüstungen                   |
| Toshiba                                               | Japan                  |                                            |
| Trolsa                                                | Russland               | Komplettfahrzeuge                          |
| Valmet                                                | Finnland               |                                            |
| Van Hool                                              | Belgien                |                                            |
| VEB Lokomotivbau Elektrotechnische Werke Hennigsdorf  | Deutschland            | elektrische Ausrüstungen                   |
| VEB Waggonbau Ammendorf                               | Deutschland            | Aufbauten                                  |
| VEB Waggonbau Bautzen                                 | Deutschland            |                                            |
| VEB Waggonbau Werdau                                  | Deutschland            |                                            |
| Vetter                                                | Deutschland            |                                            |
| Viseon Bus                                            | Deutschland            | Aufbauten                                  |
| Volvo                                                 | Schweden               | Fahrgestelle                               |
| Vossloh Kiepe                                         | Deutschland            | elektrische Ausrüstungen                   |
| Wegmann                                               | Deutschland            | Aufbauten                                  |
| Westinghouse Electric Corporation                     | Vereinigte Staaten     | elektrische Ausrüstungen                   |
| ZiU (SiU)                                             | Sowjetunion            | Komplettfahrzeuge                          |